# فرانسیسکو بویو
فرانسیسکو بویو (انگلیسی: Francisco Buyo؛ زادهٔ ۱۳ ژانویهٔ ۱۹۵۸) یک بازیکن فوتبال و سرمربی اهل اسپانیا است.
از باشگاه‌هایی که در آن بازی کرده‌است می‌توان به باشگاه فوتبال سویا، باشگاه فوتبال رئال مادرید، دپورتیوو لاکرونیا، رئال مایورکا، تیم ملی فوتبال زیر ۲۳ سال اسپانیا و تیم ملی فوتبال اسپانیا اشاره کرد او در ۶۸۰ بازی برای تیمش ۵۴۷ کلین شیت کرد و در ۹۸ بازی ملی ۹۷ کلین شیت انجام داد.